# جریان میانی
جریان میانی آبی که به داخل خاک نفوذ می‌کند، ممکن است در مسیر خود به لایه‌های نفوذناپذیر، یا موانعی برخورد کند، که امکان عبور از آن وجود نداشته باشد. در این صورت آب پس از جمع شدن روی این لایه‌ها، حرکات جانبی به خود گرفته و در امتداد شیب، به حرکت در می‌آید که سرانجام به رودخانه، دریاچه یا دریاها متنهی می‌شود، به این جریان، جریان زیرسطحی می‌گویند. این نوع جریان‌ها، به دلیل قرار گرفتن در بین لایه‌های سخت زیرین زمین و سطح زمین، به جریان‌های میانی مشهورند.

## نام‌های دیگر
جریان زیرسطحی به جریان میانی نیز مشهور است.